# Papremis
Papremis fou una ciutat i un nomós d'Egipte a l'est del Baix Egipte, esmentat per les fonts històriques, però que encara no ha estat identificat. Estava situada al delta occidental, possiblement no gaire lluny de Xois, encara que les fonts antigues semblen col·locar-lo en lloc a l'est del delta, prop Pelúsion. On sigui que fos, no havia de ser un lloc de poca importància, ja que Heròdot cita un nomós Papremita, suggerint que Papremi era la seva capital. També d'acord amb Heròdot, el nomós de Papremis va ser l'únic a tot Egipte en què l'hipopòtam era considerat sagrat.
En aquest lloc es va lliurar una batalla entre perses i egipcis en la qual el sàtrapa Aquemenes, oncle del rei Artaxerxes I de Pèrsia Longimanus (464 aC-424 aC), fou derrotat pel faraó Inaros del Baix Egipte el 460 aC. Prapemis es trobava uns 100 km al nord de Memfis.